# Der Fliegenfänger
Der Fliegenfänger ist der erste Roman von Willy Russell, der schon zuvor Dramen und Musicals wie Educating Rita und Shirley Valentine geschrieben hatte.
Die Originalausgabe erschien 2000 in London unter dem Titel The Wrong Boy. In deutscher Übersetzung erschien der Roman erstmals 2001 als Hardcover und liegt seit 2002 als Taschenbuch vor. 2002 wurde ein 326 Minuten langes Hörbuch veröffentlicht.

## Inhalt
Raymond Marks ist ein großer Fan von Morrissey, Songschreiber der Manchester Band The Smiths. Auf dem Weg von seinem Heimatort bei Manchester an den Küstenort Grimsby, um einen Job in einer Baubrigade anzutreten, der ihn endlich zu einem Mann und „normalen Jungen“ machen soll, erzählt er in Briefen an sein Idol Morrissey seine bisherige Lebensgeschichte. In dieser rasselt er von einem Missverständnis und Unglück ins andere. Das Verhängnis beginnt, als er elf Jahre alt ist, mit einem harmlosen Jungenspiel am Kanal, dem Fliegenfangen mithilfe von Penis und Vorhaut. Das Verhängnis kommt hier in Form einer Wespe, so dass das Ganze letztendlich herauskommt und Raymond vom hilflosen Schuldirektor zum Anstifter einer „sadistischen Massenmasturbation“ gemacht und als Sündenbock der Schule verwiesen wird. Da keiner im Ort mehr etwas mit dem „Perversen“ zu tun haben will, folgt ein Teufelskreis von Ausgeschlossensein, Dickwerden und psychologischen Untersuchungen. Er versucht immer wieder, die Missverständnisse auszuräumen, insbesondere, weil es ihn mitnimmt, seine Mutter traurig zu sehen. Aber nur seine Oma, linker Freigeist mit Gandhi und Wittgenstein als Idolen, akzeptiert und versteht ihn vorbehaltslos. Ein neues Missverständnis, sein „Drecksonkel Jason“, ein Vergewaltigungsdelikt im Ort und ein Hobbypsychologe, der ein Auge auf Raymonds alleinerziehende Mutter geworfen hat, bringen Raymond letztendlich in die geschlossene Psychiatrie.
So wie sein Leben verläuft auch seine Reise in einer durch dumme Zufälle verursachten Zickzacklinie. Aber am Ende dieses Entwicklungsromans kommt er tatsächlich in Grimsby an. Nach einem weiteren großen Ungemach führt ihn der Zufall endlich einmal aufwärts und Raymond, inzwischen 19, findet seine Bestimmung und seine geistige Unabhängigkeit, auch von Morrissey.